# セイタロー&ケイザブロー おとこラジオ
『セイタロー＆ケイザブロー おとこラジオ』は、FM NACK5で金曜日24:00-25:00に放送されていた番組。(読みは「セイタローとケイザブローのおとこラジオ」)

## 番組概要
- NACK5の朝と夕方を代表するパーソナリティが共演するラジオ番組で、2008年10月3日放送開始。『ウォーミング アップ ミュージック』&『大野勢太郎 HYPER RADIO』の大野勢太郎と、『ナックアフター5』→『SUNDAY BIRDS -遊びの天才-』の鈴木ケイザブローが、政治・経済・スポーツ・エンターテインメントなど、様々なジャンルをテーマにトークバトルを展開する。
- 過去に登場したテーマスペシャリストは、有馬晴海、加来耕三、角川春樹、高橋克彦、山口達也、ROLLY、吉田豪、石破茂、村山富市、西寺郷太、北野誠、叶井俊太郎などバラエティーに富んでいる。
- 番組終了後、1か月の充電期間を経て2016年11月から（当該出演者の）新番組『二人の航路』を別局で放送開始予定。
- 放送開始以来毎週金曜23:00 - 24:00の放送であったが、2012年7月6日放送分より毎週金曜24:00 - 25:00（土曜0:00 - 1:00）の放送となった[1]。

### フォーマット
毎週一つのテーマを掲げてそれに基づいたトークとメッセージを募集し紹介する。
1. オープニングトーク
  - 当番組で大野は『セイタロー』と名乗っている。鈴木に関してはNACK5では『ケイザブロー』名義で活動しており、当番組でも『ケイザブロー』と名乗っているが、このオープニングトークでは一言ネタを言ってから名乗っている。（テーマとは無関係なボケをかましたネタを言って大野に突っ込まれていることが多い。まれに自分以外の名前を名乗るというボケをかまし、大野に突っ込まれるパターンもある。）
2. おとこラジオニュース - 外国人男性を中心（映画俳優が多い）とした話題を紹介。
  - 最近はこの時間からゲストコーナーや「今週の喜怒哀楽」に入る場合が多い。
3. 今週の喜怒哀楽 - テーマトーク。
4. ゲストコーナー - 主に電話出演。
  - 長時間出演の場合はスタジオにゲストを迎える。
5. 肉(力)の豆知識 - インフォマーシャル
6. エンディング

## 番組本
番組1周年を記念した番組本が2010年2月8日に発売（『FM NACK5 セイタロウ&ケイザブロー おとこラジオプレゼンツ『読むラジオ』』）。今まで登場したゲストコーナーで構成されている。
番組本に登場しているゲスト（掲載順）
1. 角川春樹
2. 吉田豪
3. 掟ポルシェ
4. 小須田和彦（フジテレビプロデューサー）
5. ROLLY
6. 高野秀行
7. ベンジャミン・フルフォード（ジャーナリスト）
8. 吉田一郎（さいたま市議会議員）
9. 高橋克彦
10. 西寺郷太
11. 小西克哉
12. 石破茂
13. ガッツ石松
14. 堀江信彦
15. 吉越浩一郎（トリンプ・インターナショナル・ジャパン元社長）
16. 高橋利幸（高橋名人）
17. 岡野雅行（岡野工業社長）
18. 横尾忠則

## 緊急時の対応
- 2011年3月11日放送分は当初の番組内容を変更して、東日本大震災の最新ニュースをNACK5のニュースルームから随時入れつつ、セイタロー、ケイザブローが生放送で番組を進行していた。（当初予定していた番組内容は後日改めて収録しなおして放送されていた。）